# 湯瑪斯·阿爾瓦·愛迪生紀念塔暨博物館
門羅公園的湯瑪斯·愛迪生中心（英語：Thomas Edison Center at Menlo Park），又稱為門羅公園博物館／愛迪生紀念塔（Menlo Park Museum / Edison Memorial Tower），位於美國新澤西州愛迪生佳士街37號，為美國發明家湯瑪斯·愛迪生於1876年至1882年時的居所和工作室。1882年，愛迪生搬遷至紐約市居住，門羅公園則成為了愛迪生一家避暑的地方，直至1887年其實驗室搬遷至西奧蘭治為止。1979年，門羅公園被列入《美國國家史蹟名錄》。

## 歷史
門羅公園本為一個爛尾的地產發展項目，而愛迪生故居和實驗室所在的位置為發展商門羅公園土地公司的辦事處。1875年下半年，當時在紐華克設立實驗室的湯瑪斯·愛迪生向其員工威廉·卡曼的家族購入該幅土地作為其居所，1876年春季，其實驗室亦遷至該處。
1877年，愛迪生在門羅公園發明留声机，並在該處以演唱《瑪莉有隻小綿羊》的形式留下歷史上首個留聲機錄音。翌年，門羅公園因為留聲機的發明而為人所知，並吸引遊客前往門羅公園觀賞留聲機示範。愛迪生因此開始擴建實驗室，並將門羅公園命名為「發明工廠」。其後，愛迪生亦在門羅公園內利用竹絲發明白炽灯泡，並使門羅公園所在的佳士街於1879年除夕成為全球第一條以白炽灯泡照明的街道。翌年，愛迪生在門羅公園創立電燈工廠，並開始大量制造白炽灯泡。愛迪生亦曾在門羅公園進行地下輸電系統和電氣化鐵路的實驗。1882年，因為愛迪生打算在紐約市珍珠街建設大型發電廠，於是將其辦公室和住所遷往紐約市，門羅公園則改為用作避暑之用。1887年，愛迪生將工廠和實驗室遷至西奧蘭治，門羅公園亦隨之空置，並改建為棚戶區。愛迪生在門羅公園設立實驗室期間，發明數目達400項，並申請了1083項專利。
1904年，通用電氣郊游俱乐部在門羅公園舉行晚宴，以表揚愛迪生的貢獻，此亦是愛迪生搬遷至西奧蘭治後首度回訪門羅公園。其住所及實驗室其後分別在1914年及1919年倒塌。
1925年，為表彰愛迪生，新澤西州政府在門羅公園遺址樹立紀念碑。1929年10月21日，紀念白炽灯泡發明50周年的紀念塔在遺址建成。1931年，愛迪生逝世，其家族決定將門羅公園捐贈給新澤西州政府，並建設另一座永久紀念塔。舊紀念塔於1937年被雷電摧毀，新紀念塔則在翌年2月11日落成。
1999年，新澤西州政府將門羅公園交給非牟利團體爱迪生纪念塔公司管理。2008年，爱迪生纪念塔公司曾打算籌款建設新的博物館，但因經濟衰退而改為只對紀念塔及原有博物館進行翻新工程。2010年，門羅公園開始其翻新工程，並於2012年完成。

## 結構
門羅公園佔地35英畝，由愛迪生紀念塔、幾座小型紀念碑、1座博物館及部份實驗室大樓的地基遺址組成。其中愛迪生紀念塔高度為131呎，採納藝術裝飾建築風格，並用8條以石英和陶瓷混凝土製造的扶壁襯托塔頂的燈泡，以突顯塔頂的白熾燈泡，而該燈炮亦為首個使用玻璃建造的圓形構造物。塔頂的燈炮則使用16個錨桿以嵌入在混凝土上。紀念塔樓高4層，包括位處地台的永恆之光層、放大器室層、中層及揚聲器室層。
博物館則由兩個展覽室組成，展示愛迪生的生平及其發明的產品。

## 外部連結
- 官方網站